# الواديين (سنادة)
الواديين هي إحدى مشيخات المملكة المغربية، تتبع جغرافيا لإقليم الحسيمة وإداريًا لسنادة. يقدر عدد سكانها بـ 4719 نسمة حسب الإحصاء الرسمي للسكان والسكنى لسنة 2004.